# Kétszögű koordináták

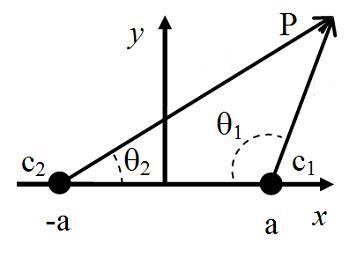
Kétszögű koordináták

A matematikában a kétszögű koordináták egy síkbeli koordináta-rendszer koordinátái, ahol a {\displaystyle C_{1}} és {\displaystyle C_{2}} fókuszok {\displaystyle {\overline {C_{1}C_{2}}}} egyenesén kívüli pontok koordinátáit a {\displaystyle \angle PC_{1}C_{2}} és {\displaystyle \angle PC_{2}C_{1}} szögek határozzák meg.

## Fordítás
Ez a szócikk részben vagy egészben  a   Biangular coordinates című angol Wikipédia-szócikk fordításán alapul.  Az eredeti cikk szerkesztőit annak laptörténete sorolja fel. Ez a jelzés csupán a megfogalmazás eredetét és a szerzői jogokat jelzi, nem szolgál a cikkben szereplő információk forrásmegjelöléseként.